# Associated Presbyterian Churches
De Associated Presbyterian Churches is een bevindelijk gereformeerd kerkgenootschap in Schotland. Het kerkverband is ontstaan in 1989 als afscheiding van de Free Presbyterian Church of Scotland, met wie men zich nog nauw verbonden weet. De oorzaak was het schorsen van een vooraanstaand lid, Lord Mackay of Clashfern, nadat hij naar een katholieke mis was gegaan. Predikant Donald Maclean was toen  vorrzitter van de Presbyterian Church. De gemeenten bevinden zich vooral in de Schotse Hooglanden en op de westelijke eilanden: Binnen-Hebriden en Buiten-Hebriden. Naast de 20 gemeenten in Schotland bevinden zich 2 gemeenten in Noord-Amerika.
In de gemeenten worden alleen psalmen gezongen, geen gezangen. Men gebruikt als Bijbelvertaling de King James Version. Vrouwen mogen geen ambtsdrager zijn. De meeste vrouwen dragen tijdens de eredienst een hoofddeksel. De grootste gemeenten bevinden zich in Inverness en in Stornoway, op Lewis.
In de kerk komen de people, de mensen die tot de kerk behoren. Zij zijn gewoonlijk allen gedoopt, men kent de kinderdoop. Van de people zijn een gedeelte members en een deel hearers. Hiervan nemen alleen de members deel aan het Heilig Avondmaal. Om als lid te worden toegelaten moet men voor de plaatselijke kerkenraad een bekeringsweg kunnen vertellen. De ene gemeente neemt de members van een andere gemeente niet zonder meer over. Het aantal members bedraagt 2.200, het totaal aantal kerkbezoekers ligt aanzienlijk hoger.

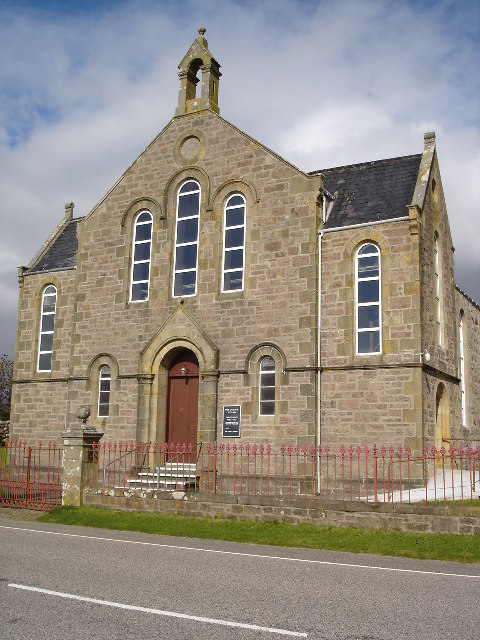
Free Church van Aultbea, waar ook de plaatselijke APC haar diensten houd